# 山田龍二&大輔
山田龍二&大輔(やまだりゅうじ&だいすけ)は、埼玉県出身の山田龍二と山田大輔の親子からなる、日本初の男性親子デュオ。
日本歌手協会の『輝け！歌の祭典』や『歌謡祭』に数多く出場している。

## メンバー
- 山田龍二
本名：山田隆次 血液型：AB型 出身地：埼玉県 身長：165cm 趣味：スキー・ドライブ・アウトドア 好きな歌手：吉幾三
- 山田大輔
本名：山田大輔 血液型：AB型 出身地：埼玉県 身長：164cm 趣味：スキー・スケートボード・車・料理 好きな歌手：徳永英明

## 略歴
- 1997年 日本初の親子デュオとして山田龍二＆大輔を結成
- 1999年 第26回『歌謡祭』実行委員会賞受賞
- 2001年 「さよならの扉」「鴉」全国発売。
- 2002年 第7回『輝け!歌の祭典』実行委員会賞受賞
- 2003年 （社）日本歌手協会創立40周年記念 第30回『歌謡祭』NHKホール出場
第8回『輝け!歌の祭典』実行委員会賞受賞
- 2008年 （社）日本歌手協会創立45周年記念 第35回『歌謡祭』新宿コマ劇場出場
- 2010年 （社）日本歌手協会 地球環境保護基金チャリティー公演出場
- 2011年 （一般社）日本歌手協会 東日本大震災被災地支援 チャリティー公演出場
- 2011年 吉 幾三 作詞・作曲『父子坂』C/W『風の哭く都会』全国発売

## ディスコグラフィー
シングル
1. 鴉 KARASU～都会の若者～
2. 『時代屋』 『心のひだまり』(2005年2月23日)
3. 『あるがままに人生を』 『父子の絆』(2009年11月27日)
4. 『父子坂』 『風の哭く都会』(2011年10月19日)
5. 『秋の川越』 『日向うるわし五十鈴川』